# Bordezac
Bordezac is een gemeente in het Franse departement Gard (regio Occitanie) en telt 406 inwoners (2004). De plaats maakt deel uit van het arrondissement Alès.

## Geografie
De oppervlakte van Bordezac bedraagt 9,0 km², de bevolkingsdichtheid is 45,1 inwoners per km².

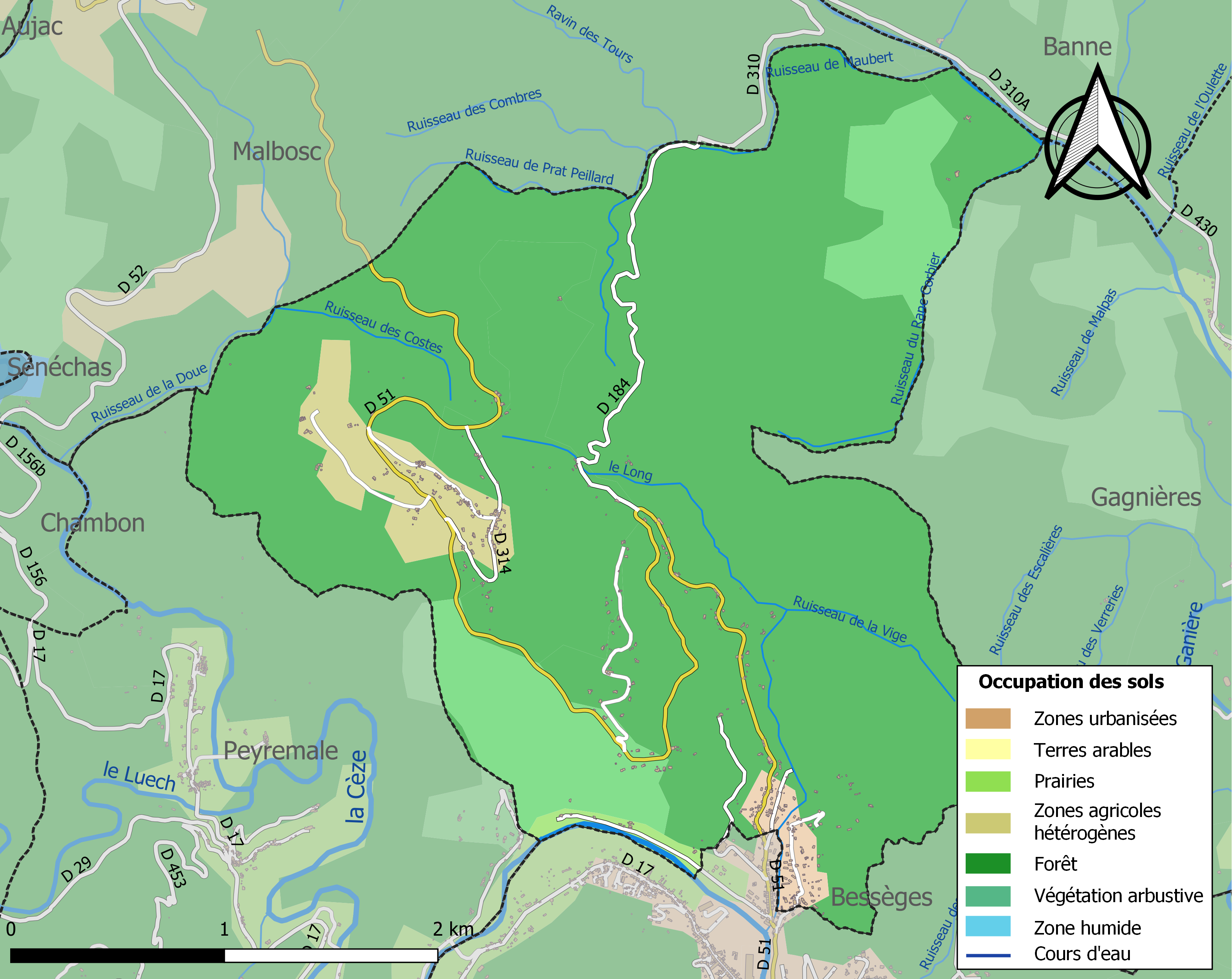
Kaart van de gemeente met de belangrijkste, bodemgebruik en omliggende gemeenten

## Demografie
Onderstaande figuur toont het verloop van het inwonertal (bron: INSEE-tellingen).